# Enheduanna

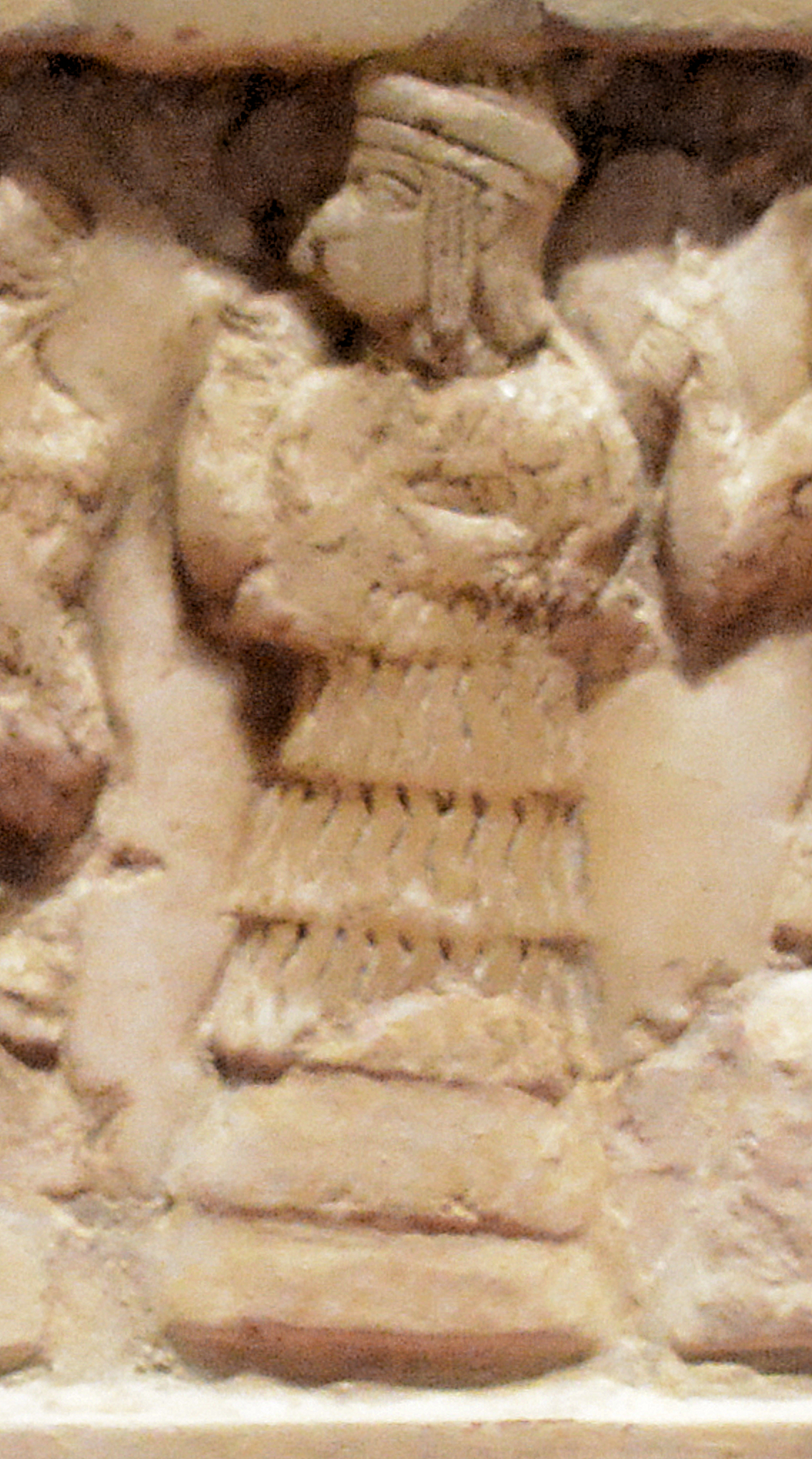
Enheduanna

Enheduanna (též En-hedu-anna nebo Encheduanna, akkadsky En-he2-du7-an-na; 23. století př. n. l.) byla sumerská velekněžka ve městě Ur a skladatelka náboženské poezie. Je nejstarším dnes jmenovitě známým literárním autorem lidské historie. Byla také první ženou, jež nosila sumerský čestný titul En- s významem Pán/Kněz.
Enheduanna byla dcerou krále Sargona Akkadského a snad královny Tašlultum, jeho manželky. Otec ji jmenoval urskou velekněžkou boha Nannara (Sina) a bohyně Inanny (Aštary), aby upevnil svou moc na jihu říše, jehož centrem bylo město Ur. V době vlády Rimuše, Sargonova nástupce, byla Enheduanna na čas zbavena velekněžského úřadu, ale pak opět dosazena.
Z Enheduannina díla se dochovaly čtyři osobní modlitby k Inanně, z nichž jsou známy i některé detaily autorčina života, a dále sbírka zvaná Sumerské chrámové hymny, obsahující 42 hymnů věnovaných různým chrámům.
Existenci Enheduanny objevil britský archeolog Leonard Woolley, který roku 1927 v rozvalinách Uru vykopal vápencový disk s jejím portrétem. Vědecké veřejnosti ji zpřístupnil Adam Falkenstein, jenž roku 1958 uveřejnil první odborný článek věnovaný Enheduanně. Širší poznání významu této důležité osobnosti dějin literatury pak přinesly až básnické překlady jejího díla od 80. let 20. století.